# Guido Schreiber
Guido Schreiber (* 11. Januar 1799 in Rastatt; † 16. Februar 1871 in Karlsruhe) war ein deutscher Mathematiker.

## Leben
Guido Schreiber war einer der sechs Söhne des Karlsruher Hofhistoriographen Aloys Schreiber. Er wurde 1817 Leutnant bei der badischen Artillerie, wechselte 1824 zur Infanterie und wurde 1825 aus dem aktiven Dienst und im März 1827 auf eigenen Antrag auch aus der Reserve entlassen. Im November 1827 erhielt er die Lehrerstelle für „Gebundenes Zeichnen“ (Darstellende Geometrie) am 1825 gegründeten Karlsruher Polytechnikum (heute Karlsruher Institut für Technologie). 1829 wurde er zum Professor für Geometrie ernannt und im November 1834 zum Vorstand der Gewerbeschulkommission, zuletzt als Teilnehmer an der Gewerbeschulkonferenz. 1851 trat er in den Ruhestand, blieb aber als Fachbuchautor aktiv.
Als Ministerialkommissar und wissenschaftlicher Sachverständiger war Schreiber maßgeblich an der Organisation der Gewerbeschulen im Großherzogtum Baden beteiligt. Er gehörte zu den treibenden Kräften bei der Gründung der Karlsruher Gewerbeschule und ist wohl auch der Verfasser des technischen Teils der badischen Gewerbeschulverordnung.
Als Mathematiker verfasste Schreiber mehrere Fachbücher. Sein nach Gaspard Monge und Jean Nicolas Pierre Hachette bearbeitetes Lehrbuch der Darstellenden Geometrie von 1828 war das erste umfassende Buch zu diesem Thema in deutscher Sprache. Sein Geometrisches Portfolio von 1839 bis 1843 führte zuerst Jean-Victor Poncelets und Jakob Steiners Gedanken der projektivischen Geometrie in die darstellende Geometrie ein. Die Malerische Perspektive von 1854 wendet sich vor allem an Künstler. Daneben verfasste Schreiber auch ein militärwissenschaftliches Buch: Der badische Wehrstand seit dem 17. Jahrhundert bis zu Ende der französischen Revolutionskriege (1849).

## Familie
Guido Schreibers Tochter Maria Aloysia Schreiber wurde am 8. Februar 1876 zur 39. Äbtissin des Klosters Lichtenthal gewählt.

## Werke
- Lehrbuch der darstellenden Geometrie nach Monge's Géométrie descriptive. Karlsruhe : Herder, 1828
- Geometrisches Portfolio. Die darstellende Geometrie und ihre Anwendungen. Karlsruhe : Herder, 1838–1843
- Malerische Perspektive. Karlsruhe, Herder, 1854